# Kultura mierzanowicka

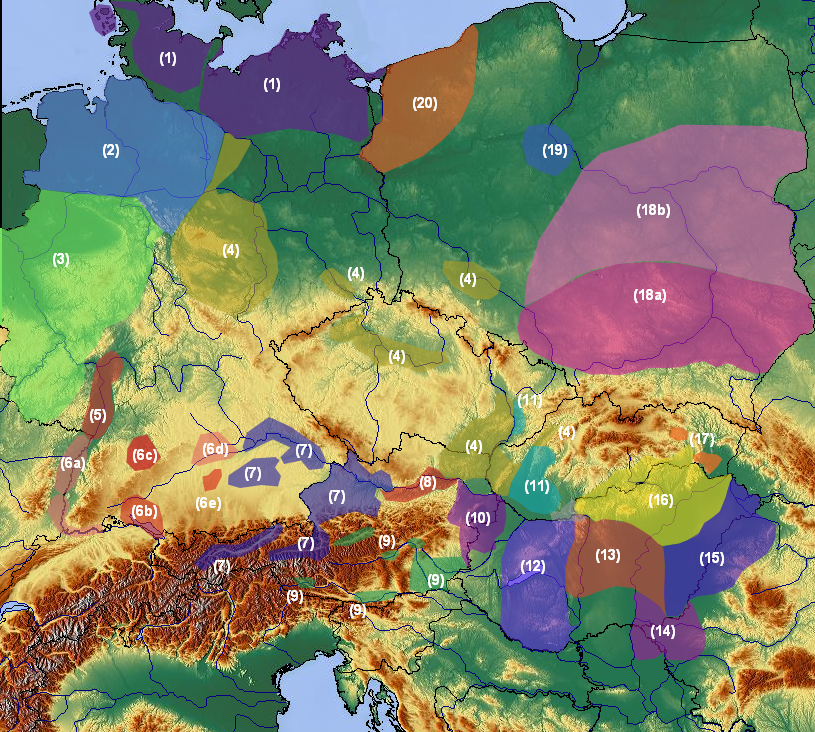
Wczesna epoka brązu w Europie Środkowej, datowana w chronologii bezwzględnej na lata 2200-2000 p. Chr., tzw. faza BA1 według schematu chronologii względnej systemu Paula Reinecke'go – kultura unietycka, na mapie (4), kultura otomani (15), kultura mierzanowicka (18)

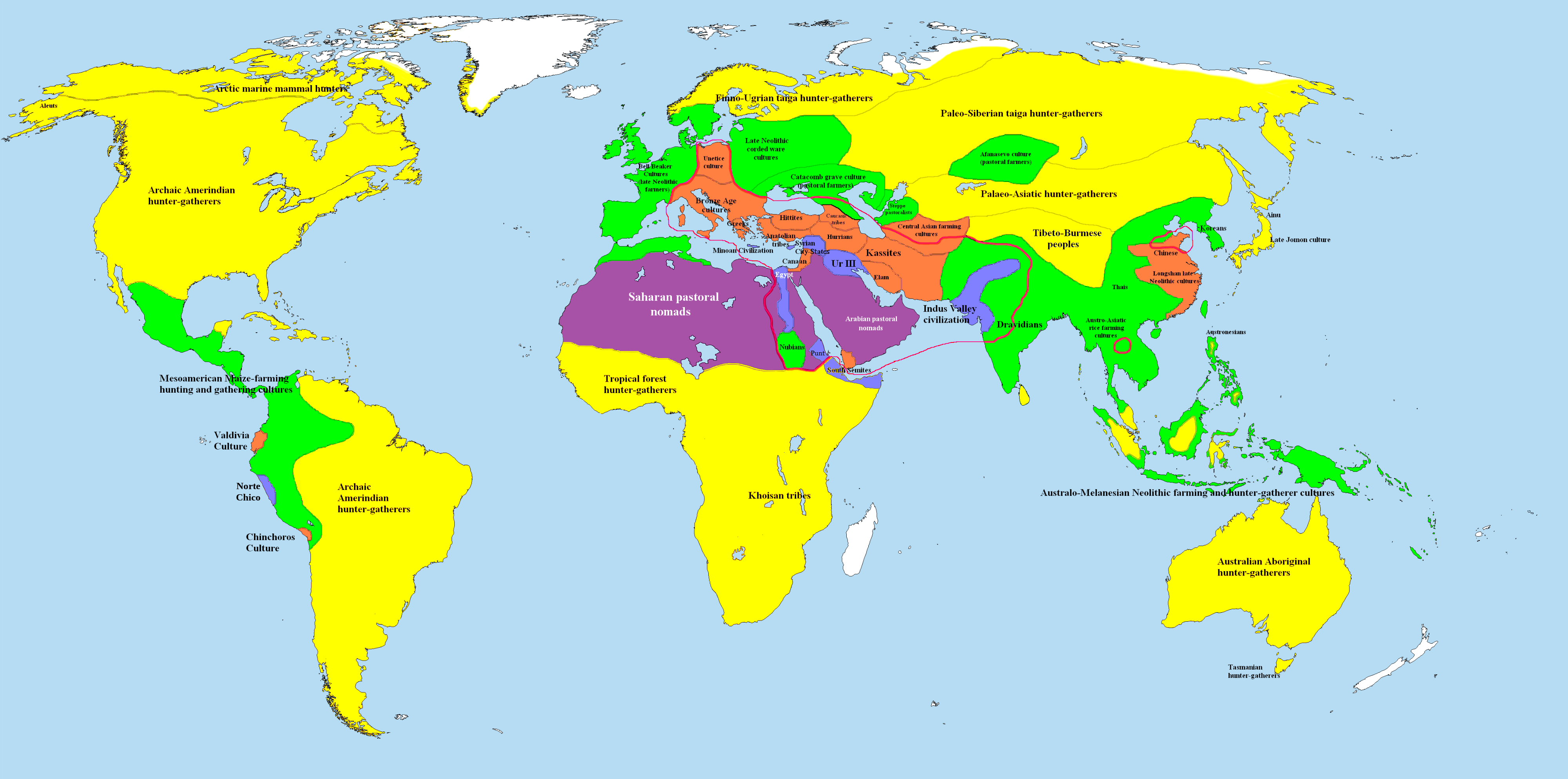
Mapa świata ok. 2000 p.n.e., kolorem czerwonym zaznaczono obszar występowania kultur epoki brązu

Kultura mierzanowicka – kultura archeologiczna z okresu epoki brązu, której nazwa pochodzi od eponimicznego stanowiska archeologicznego w Mierzanowicach koło Opatowa w województwie świętokrzyskim. W dawniejszych opracowaniach materiał archeologiczny obecnej kultury mierzanowickiej określany był jako kultura tomaszowska (nazwa od Tomaszowa w województwie małopolskim). W obrębie kultury mierzanowickiej można wydzielić również jej lokalne grupy: samborzecką (nazwa od Samborca w województwie świętokrzyskim) oraz iwanowicką (od Iwanowic w województwie małopolskim) i pleszowską (od Krakowa-Pleszowa). Ludność kultury mierzanowickiej należała do przykarpackiego kręgu kultur episznurowych.

## Chronologia, geneza i zanik
Kultura mierzanowicka wykształciła się jako bezpośrednia kontynuacja kultury Chłopice – Veselè. J. Machnik wyróżnia dwie fazy rozwoju kultury mierzanowickiej: starszą, datowaną na brąz A1 (według chronologii naddunajskiej), oraz młodszą (schyłkową), datowaną na koniec brązu A1 i początek brązu A2.

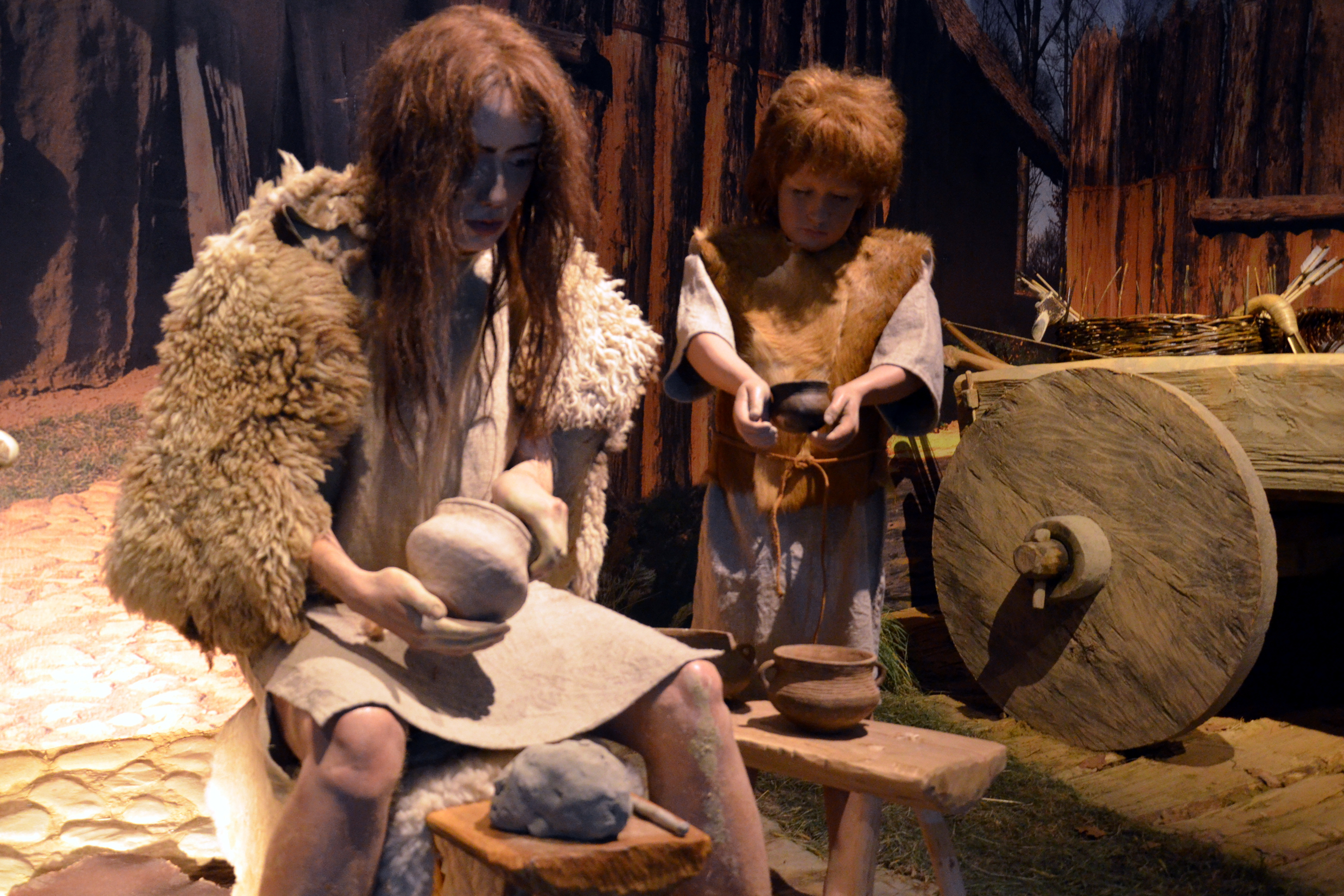
Rekonstrukcja osady grupy pleszowskiej w Trzcinicy

## Obszar występowania i kontekst kulturowy
Ludność kultury mierzanowickiej zajmowała obszary rozciągające się w dorzeczu górnej Wisły, położone przeważnie na lewym jej brzegu. Część wschodnia rozciągała się do Wyżyny Sandomierskiej (grupa samborzecka), a zachodnia do Wyżyny Miechowskiej. Na południu kultura przenikała wzdłuż doliny Dunajca, sięgając do Kotliny Sądeckiej. Kultura mierzanowicka sąsiadowała od północy z kulturą iwieńską oraz kulturą grobsko-śmiardowską, od wschodu z kulturą strzyżowską, a od zachodu z kulturą unietycką.

## Charakterystyczne wytwory kulturowe
Ceramika kultury mierzanowickiej wykazuje poważne zróżnicowanie lokalne. Obok tradycji kultury ceramiki sznurowej widoczne są oddziaływania kultur naddunajskich okresu wczesnego brązu. Najpopularniejsze formy ceramiczne odnajdywane na stanowiskach kulturowych to dwuuche amfory, naczynia garnkowate o esowatym profilu zdobione guzkami oraz poziomymi listewkami poniżej wlewu., a także naczynia o jajowatym brzuścu zaopatrzone w dwa masywne ucha umieszczone u nasady wyodrębnionej szyjki. Bardzo charakterystyczne dla omawianej kultury były również występujące w grobach kolie złożone z paciorków fajansowych kościanych czy wykonanych z muszli. Wśród wyrobów metalowych szczególnie charakterystyczne są miedziane zausznice w kształcie wierzbowego liścia, płaskie siekierki miedziane czy dłuta z podniesionymi brzegami.

## Osadnictwo
Znane są głównie małe osiedla i sezonowe obozowiska. Do celów mieszkalnych wykorzystywano też jaskinie. Spotyka się także większe osiedla (np. Iwanowice) zakładane na wzniesieniach. W Iwanowicach przebadano część rowu o kilkumetrowej szerokości, ale funkcja tego obiektu nie jest jasna. W obrębie osiedli trafiano na jamy zasobowe tworzące zgrupowania być może stanowiące pozostałości poszczególnych gospodarstw.

## Obrządek pogrzebowy i wierzenia
Cmentarzyska ludności kultury mierzanowickiej zakładane były w pobliżu osiedli. Cmentarzyska były różnej wielkości. Największe liczyły od 150 do 300 pochówków. Groby były szkieletowe i przeważnie płaskie. Zmarłych składano do owalnych lub prostokątnych jam grobowych albo w trumnach z kłód drewnianych albo też owiniętych w matę lub plecionkę z cienkich patyków. Układ zwłok bywa skurczony jak i wyprostowany. Wedle starszych tradycji kultury ceramiki sznurowej zmarłych mężczyzn układano na prawym, a kobiety na lewym boku. W nielicznych przypadkach składano dwóch osobników dorosłych, jak również osoby dorosłej i dziecka. W wyposażeniu grobowym spotykamy oprócz fajansowych kolii, także kamienne i kościane narzędzia czy broń (zwłaszcza krzemienne grociki strzał), szpile kościane oraz nieliczne wyroby metalowe, przeważnie ozdoby miedziane.

## Gospodarka
Ludność kultury mierzanowickiej zajmowała się głównie hodowlą zwierząt, o czym świadczą duże ilości kości kóz, owiec i bydła rogatego. Znaczenie miała też zapewne uprawa ziemi. Duże znaczenie miał również przemysł krzemienny.